# Абсолютная власть (телесериал)
«Абсолю́тная власть» — британский комедийный сериал о пиар-агентстве «Прентисс Маккейб», которое консультирует поп-звёзд и первых политиков Англии, его возглавляют Чарльз Прентисс (Стивен Фрай) и Мартин Маккейб (Джон Бёрд).
Радиопостановка началась в 2000 году на Радио BBC 4, четвёртая и последняя трансляция радиопередачи — в 2004 году. Телевизионная версия — первый сезон, шесть серий, вышел на телеканале ВВС 2 в конце 2003 года, второй сезон шёл по четвергам в 10 вечера, с 21 июля по 25 августа 2005 года. Несколько эпизодов радиопостановки транслировались 3 ноября 2006 года.
Название сериала взято из цитаты историка Джона Дальберга-Актона: «Власть развращает, а абсолютная власть развращает абсолютно».

## О сериале
Телесериал был создан Гаем Эндрюсом (англ. Guy Andrews), Марком Лоусоном и Эндрю Раттенбёри (англ. Andrew Rattenbury) как спин-офф радио постановки, однако телевизионная и радио версии сильно отличались друг от друга. Агентство «Прентисс Маккейб» в телевизионной версии было намного больше и сильнее чем в радио версии. А Мартин Маккейб в телевизионной версии более прожжённый пиарщик. Тайных встреч в сериале почти нет — их заменили на сцены в кафе или ресторанах.
В радио версии в агентстве всего один стажёр, в телевизионной версии их несколько. Наиболее примечательными являются Джейми Фронта (актёр Джеймс Лэнс) и Элисон Джакман (Зои Телфорд), Кэт Дёрнфорд (Салли Бреттон) и Ник Майер (Ник Бёрнс), личный помощник Чарльза.
В основном в агентстве продвигают различных знаменитостей (большую часть российский зритель не знает), некоторые из них хотят поменять имидж или продвинуть свой продукт. Также агентство занимается политическими играми, продвижением политиков, партий. В последней серии второго сезона они даже хотели реформировать Палату Лордов.

### Известные люди в сериале
В эпизодических ролях и камео в сериале появились известные ведущие английского телевидения, журналисты и актёры:
- телеведущая Ферн Бриттон[англ.]
- актёр-комик Тим Брук-Тэйлор[англ.]
- актёр и телеведущий Ангус Дитон[англ.]
- актёр Гарет Дэвид-Ллойд
- журналист Хув Эдвардс[англ.]
- комедийная ирландская актриса Шарон Хорган (англ. Sharon Horgan)
- английский актёр Гарет Хант[англ.]
- английский журналист и телеведущий Марк Лоусон[англ.], один из создателей сериала
- британский журналист и телеведущий Дермот Мёрнахан (англ. Dermot Murnaghan)
- английский актёр Джеффри Палмер[англ.]
- британская телеведущая Аннека Райс (англ. Anneka Rice)
- актриса Чипо Чанг (англ. Chipo Chung)
- английский телевизионщик Филип Шофилд (англ. Phillip Schofield)
- актёр Джон Сешнс
- бывший футболист, английский телевизионщик Рей Стаббс[англ.]
- английская журналистка и телеведущая Антея Тёрнер[англ.]
- английская журналистка и телеведущая Кристи Варк (англ. Kirsty Wark)
- английский журналист и телеведущий Мэтью Райт (англ. Matthew Wright)

## Список эпизодов

### Радио версия
Сезон 1
- S01 E01 — Консервативная партия (5 января 2000)
- S01 E02 — Перезапуск «Солнце» (12 января 2000)
- S01 E03 — Мэр Лондона (19 января 2000)
- S01 E04 — Церковь Англии (26 января 2000)
- S01 E05 — Радио 3 (2 февраля 2000)
- S01 E06 — Спортивные достижения Англии (9 февраля 2000)

Сезон 2
- S02 E01 — Мартину скучно (30 января 2001)
- S02 E02 — Философия промоутерства (Продвижение философии) (6 февраля 2001)
- S02 E03 — Перезапуск литературной карьеры (13 февраля 2001)
- S02 E04 — Пенсионная инициатива (20 февраля 2001)
- S02 E05 — Тюремная реформа (27 февраля 2001)
- S02 E06 — Гэйл Шэнд (6 марта 2001)

Сезон 3
- S03 E01 — Тыкание премьер-министра (1 января 2002)
- S03 E02 — Служба здравоохранения (8 января 2002)
- S03 E03 — Старший брат(15 января 2002)
- S03 E04 — Звезда тенниса (22 января 2002)
- S03 E05 — Мужчины (29 января 2002)

Сезон 4
- S04 E01 — Би-би-си (5 февраля 2004)
- S04 E02 — Понятие Страны (12 февраля 2004)
- S04 E03 — Здоровое питание (19 февраля 2004)
- S04 E04 — Президентские выборы в США (26 февраля 2004)

Специальный эпизод
- (3 ноября 2006)

### Телевизионный сериал
Первый сезон
- S01 E01 — Человек истории (10 ноября 2003)
- S01 E02 — Поп идол (17 ноября 2003)
- S01 E03 — Женщина Тори (24 ноября 2003)
- S01 E04 — Мистер Фокс (1 декабря 2003)
- S01 E05 — Жизнь страны (8 декабря 2003)
- S01 E06 — Бей и жги (15 декабря 2003)

Второй сезон
- S02 E04 — Кризис идентичности (21 июля 2005) (перенесён с 11 августа)
- S02 E02 — Суд (28 июля 2005)
- S02 E03 — Банк крови (4 августа 2005)
- S02 E01 — Любимец Нации (11 августа 2005) (отменённый 21 июля)
- S02 E05 — Ленивая Америка (18 августа 2005)
- S02 E06 — Палата лордов (25 августа 2005)

## Замена серии
Из-за взрыва бомб в Лондоне 7 и 21 июля 2005 года первая серия второго сезона, где член семьи Бен Ладена пытался купить авиакомпанию British Airways, была заменена и вышла позднее.

## Интересные факты
- Слоган фильма «Spin is dead, long live PR»
- Компания BBC Television Centre

## Распространение в России
Сериал был дублирован на русский язык и неоднократно показан по телеканалам «Культура», «Первый», «Россия».
На DVD для пятого региона сериал был выпущен дистрибьютором «Кармен Видео». На дисках имеется пометка «Не рекомендуется для просмотра лицам моложе 14 лет».

## Примечание
1. ↑  Параметры издания от «Кармен Видео» 2008 года: DVD-5 (1 слой), пятый регион, изображение стандартного телевизионного формата 4:3, русский закадровый перевод Dolby Digital 2.0, оригинальная звуковая дорожка на английском языке Dolby Digital 2.0, русские субтитры. Общая продолжительность видео 346 минут.
Параметры издания «Кармен Видео» 2010 года: DVD-9 (2 слоя), пятый регион, широкоформатное изображение 16:9, русский закадровый перевод Dolby Digital 2.0, оригинальная звуковая дорожка на английском языке Dolby Digital 2.0, русские субтитры. 346 минут.